# Metopius castiliensis
Metopius castiliensis är en stekelart som beskrevs av Clement 1930. Metopius castiliensis ingår i släktet Metopius och familjen brokparasitsteklar. Inga underarter finns listade i Catalogue of Life.